# Psychodocha muralis
Psychodocha muralis är en tvåvingeart som beskrevs av Jezek 2000. Psychodocha muralis ingår i släktet Psychodocha och familjen fjärilsmyggor. Inga underarter finns listade i Catalogue of Life.